# Aeropuerto de Río Dulce
El Aeropuerto de Río Dulce también llamado Aeropuerto de Las Vegas (IATA: LCF, OACI: MGRD) es un aeropuerto privado de 4 km de longitud en la zona este de Río Dulce, una aldea del Departamento de Izabal, Guatemala. 
El aeropuerto está en el lado este del río Dulce, que conecta el lago Izabal y el lago El Golfete . Ninguna carretera principal conecta el aeropuerto con la ciudad, por lo que el acceso al mismo es vía marítima a través del rio. 
El Puerto Barrios VOR-DME (Ident: IOS) está localizado a 21.9 millas náuticas (40.6 ) al este del aeropuerto.
El pueblo y los lagos cercanos son muy populares y muy visitados por turistas locales y extranjeros.